# 桃山商事
桃山商事（ももやましょうじ、2001年 - ）は、日本の「恋バナ収集ユニット」。

## 概要
ユニット名は、ハート（♡）型を上下逆さにした「桃」の形を失恋の意味、その失恋話を「山」ほど聞いてきたということに由来する。
当時大学生であった清田代表が女子からの恋愛相談を頻繁に受けていたものの、 中学、高校と男子校出身であったためうまく答えられないことが多かった。そこで複数の男子で「女子をチヤホヤする会」を開催したことが評判になり、以降恋の悩みや失恋での傷心を癒す「失恋ホスト」としての活動を現在まで行っている。
内容は買い物やドライブ、温泉、ホームパーティなど多岐にわたり、開始以来の利用者は現在までに延べ500人ほどにのぼる。そこで得たエピソードをもとに、男女のすれ違いを考えるネットラジオ番組、『二軍ラジオ』を配信中。

## メンバー
清田代表（きよた だいひょう）
1980年生まれ、東京都出身、血液型はA型。桃山商事のまとめ役。男女問わず恋の話（恋バナ）に明け暮れる毎日を送っているが、自分自身はまったくの恋愛下手。昔の恋人に「話が長い」と言われて以来、もっぱら聞き役にまわっている。
森田専務（もりた せんむ）
1980年生まれ、東京都出身、AB型。読書とトレーニングばかりしている肉体派の「理系男子」。恋愛のエピソードにひそむ問題点を発見し、論理的に解明していくことに情熱を燃やしている。恋人から「理屈っぽい」と怒られた経験は数知れず。
ワッコ係長（わっこ かかりちょう）
1987年生まれ、千葉県出身。伸びすぎた身長とあふれ出るワードセンスが魅力の、新世代センターエース。普段は会社員としてキラキラなティーン業界で働いている。ラジオ好き。
佐藤広報（さとう こうほう）
1980年生まれ、東京都出身、O型。自分の体験談を赤裸々に告白する桃山商事きっての「フリー素材」。いかにも「男子」という性格の持ち主で、甘えん坊の気分屋でプライドが高く、ファッションセンスは皆無。趣味はマラソンと2ちゃんねる。

### 準メンバー
小野課長（おの かちょう）
今國部長（いまくに ぶちょう）
横山支店長（よこやま してんちょう）
梶特派員（かじ とくはいん）
熊田操縦士（くまだ そうじゅうし）

## 著書
- 『さよなら、俺たち』（スタンド・ブックス）2020年7月　*清田隆之(桃山商事)名義
- 『よかれと思ってやったのに 男たちの「失敗学」入門』（晶文社）2019年7月　*清田隆之(桃山商事)名義
- 『モテとか愛され以外の恋愛のすべて』（イースト・プレス）2019年6月
- 『生き抜くための恋愛相談』（イースト・プレス）2017年9月
- 『大学1年生の歩き方　先輩たちが教える転ばぬ先の12のステップ』（左右社）2017年4月
- 『二軍男子が恋バナはじめました。』（原書房）2014年2月

## 連載

### 動画配信
- 二軍ラジオRemix（ニコニコ生放送・YouTube）
- 桃山商事の恋愛よももやまばなし（ニコニコ生放送・Youtube）

### 新聞
- 朝日新聞 be「悩みのるつぼ」回答者　*文筆業 清田隆之名義　2019年10月〜
- しんぶん赤旗「こんなところにジェンダーが?!」*清田隆之名義

### 雑誌
- 精神看護(医学書院) （「失恋の話を聞きまくる男たち。桃山商事」）2014年〜
- 月刊エンタメ（二村ヒトシ＋桃山商事「女ってこんなだったんだ入門」）
- Triathlon Lumina（桃山商事 presents 「愛と失望のトランジションエリア」）

### ウェブ
- cakes「桃山商事の恋バカ日誌」2018年2月〜
- 資生堂 花椿「恋する私の♡日常言語学─Ordinary Language School」協力／小川知子　2019年7月〜
- cakes　富永京子×桃山商事「恋とか愛とか社会運動とか」2019年10月〜11月
- 現代ビジネス　星野概念×桃山商事「話を聞く男たちが考える、傾聴と対話のレッスン」2019年10月〜11月
- wezzy「先生、“男らしさ”って本当に必要ですか？」2016年4月〜2019年7月
- cakes「生き抜くための恋愛相談」2019年3月〜2019年7月
- 朝日新聞デジタル＆M　白岩玄×清田隆之「男らしさの呪縛」スピンオフ企画「いま男らしさについて考える意義」2018年10月
- GLITTY「解決しない恋愛相談室」2017年12月〜2019年3月
- 日経ウーマンオンライン（桃山商事の「恋愛ビブリオセラピー」）2015年10月〜2018年7月
- マイナビニュース（桃山商事の恋愛マナー講座）2014年7月〜2015年6月
- マイナビニュース　トミヤマユキコ×清田隆之「大学デビューの落とし穴」
- 資生堂 Beauty & Co.（コラム：恋愛カテゴリ）
- messy（桃山商事のクソ男撲滅委員会）2014年2月〜2015年10月
- googirl（桃山商事・清田隆之＋池田園子の恋バナサロン）
- 日経ウーマンオンライン（桃山商事の恋愛における男ゴコロ談義）
- 恋学（恋バナ収集ユニット 『桃山商事』の恋愛相談室）
- マイナビ「フレッシャーズ」（Q&Aコーナー）
- 女子SPA!（桃山商事の「恋愛ボランティア」）
- マイナビウーマン
- ハピズム
- 恋愛サイト「AM（アム）」

## メディア掲載・出演

### ラジオ
- 2020/7/28 TBSラジオ「アフター6ジャンクション」カルチャートーク　宇多丸、宇垣美里、清田隆之エッセイ「さよなら、俺たち」を語る
- 2020/7/3 TBSラジオ「ACTION」清田隆之×武田砂鉄、「俺たち」から「個人」へ向かうためには
- 2020/1/21 文化放送「大竹まこと ゴールデンラジオ!」メインディッシュ
- 2019/10/29 TBSラジオ「アフター6ジャンクション」恋人でも何でもない男性から届く ウギャ〜〜！なメッセージ。　通称“クソLINE”特集  by 桃山商事
- 2019/5/17 J-WAVE 「GOLD RUSH」CURIOUSCOPE「「恋の5月病」について」
- 2019/1/24 TOKYO FM　高橋みなみの「これから、何する？」恋愛サバイブ術
- 2018/7/6 J-WAVE 「GOLD RUSH」CURIOUSCOPE「本当にあった辛すぎる恋愛エピソード」
- 2018/4/13 J-WAVE 「GOLD RUSH」CURIOUSCOPE「この春、〇〇男子、〇〇女子にご用心！」
- 2015/4/17 J-WAVE 「GOLD RUSH」CURIOUSCOPE「失敗から学ぶ恋愛のセオリー」
- 2014/3/12 J-WAVE 「HELLO WORLD」「メンズ版 SEX AND THE CITY!」
- 2013/11/8 J-WAVE 「GOLD RUSH」 CURIOUSCOPE「30代男子の集団「桃山商事」」
- 2013/8/21 静岡放送SBSラジオ「朝だす!」情報三枚おろし「恋愛の総合商社 桃山商事とは？」
- 2013/6/5 TBSラジオ「荻上チキ・Session-22」ミッドナイトセッション

### TV
- TOKYO MXテレビバラいろダンディ 2014年 10/23放送（「傷ついた女性の心を癒す?失恋ホスト 大調査!!」）
- NHKマサカメTV 2014年 3/15放送（「世にあふれる“無料”。そのからくりにビックリ！」）

### イベント
- 2020/7/31 清田隆之×みたらし加奈「恋バナしながら考えるジェンダーロール～男嫌い、女嫌いなわたしたち」『さよなら、俺たち』（スタンド・ブックス）『マインドトーク-あなたと私の心の話-』（ハガツサブックス）W刊行記念 *オンライン開催
- 2020/7/26 【文化系トークラジオLife トークイベント】令和版 文化系オトナ男子のロールモデルはこれだ！ *オンライン開催
- 2020/7/7 清田隆之(桃山商事)×おぐらりゅうじ(フリー編集者)× バービー(フォーリンラブ♡) このままでいいのか、いけないのか、それが問題だ――2020年の男らしさの行方と現在地 清田隆之(桃山商事)『さよなら、俺たち』(スタンド・ブックス)発売記念 *オンライン開催
- 2020/1/12 小川たまか×清田隆之×シオリーヌ「私たちをモヤモヤさせるものの正体は？ ～セクハラ、性暴力、ジェンダーギャップ」下北沢 本屋B&B
- 2019/12/7 多賀太×清田隆之「フェアメンになろう！〜新しい男性のあり方を模索する〜」京都市男女共同参画センター ウィングス京都
- 2019/11/7 トークイベント「わたしはPMSのほうがおもい」 ～イラストレーター・佐伯ゆう子、「桃山商事」代表・清田隆之、『TRANSIT』編集長・林紗代香　代官山蔦屋書店
- 2019/10/25 「フラート」を語る読書会（朝日新聞社の本のサイト「好書好日」と、ミレニアル女性向けサイト「tellling,」のコラボによる開催）
- 2019/9/14 刊行記念的な恋バナイベント！　東畑開人 × 桃山商事 『恋愛はコスパが悪い？』BOOK LAB TOKYO
- 2019/9/7 佐伯ポインティ新刊記念イベント「エロ特許許可局」*審査員として登壇　GINZA SIX
- 2019/8/13 【Table talk WASEDA】長田杏奈×清田隆之（桃山商事）トークイベント 文禄堂早稲田店
- 2019/8/10 富永京子×桃山商事「恋愛と社会運動から考える。 私たちはなぜ「わがまま」が苦手なのか？」『みんなの「わがまま」入門』『モテとか愛され以外の恋愛のすべて』刊行記念 下北沢 本屋B&B
- 2019/8/4 「男らしさ」って何？　偏見にまみれた「フツー」を考える／北村紗衣×清田隆之（桃山商事）トークイベント　下北沢 本屋B&B
- 2019/7/23 『よかれと思ってやったのにーー男たちの「失敗学」入門』刊行記念 清田隆之×渡辺ペコ×花田菜々子 トークイベント　日比谷コテージイベントスペース
- 2019/7/21 「クソLINE研究所〜オフィスラブedition」新宿Naked Loft
- 2019/6/27 『モテとか愛され以外の恋愛のすべて』（イースト・プレス）刊行記念桃山商事×二村ヒトシ トークイベント　コミュニケーションとオーガズムをめぐるNEO恋バナ「モテすべ」vs「すべモテ」トークセッション 池袋ジュンク堂書店
- 2019/6/14 紫原明子×桃山商事「桃山商事の恋バカ日誌スペシャル」株式会社ピースオブケイク
- 2019/5/26 トミヤマユキコ×清田隆之「マンガでよむ『はじめまして』の始め方」渋谷勤労福祉会館
- 2019/3/24 ◆Feminism For Everybody 2019◆つながるミーティング〜わたしの「いま・ここ」を語ろう〜 渋谷Cast多目的スペース
- 2019/3/22 田房永子×小川たまか×清田隆之×武田砂鉄「特別ライター講座『この業界には枕営業があるからね』と言うおじさん編集者の謎」『他人のセックスを見ながら考えた』刊行記念トークイベント　下北沢本屋B&B
- 2019/3/11 ハヤカワ五味×桃山商事「ぼくらは恋愛を図解してみようと思う」阿佐ヶ谷ロフトA
- 2018/12/17 トミヤマユキコ×清田隆之 「早稲田のクリスマスの歩き方」文禄堂早稲田店
- 2018/8/16 映画ソムリエ東紗友美×清田隆之　映画『寝ても覚めても』アフタートークイベント
- 2018/7/6 桃山商事 presents「クソLINE研究所」 〜男たちはなぜ性欲LINEを送ってしまうのか〜 ネイキッドロフト
- 2018/7/2 宮崎智之×文月悠光×朝井麻由美×清田隆之「恋愛でモヤモヤしている、すべての人たちへ」『モヤモヤするあの人 常識と非常識のあいだ』（幻冬舎文庫）刊行記念
- 2018/6/2 『日本のヤバい女の子』刊行記念 はらだ有彩トークライブ「私たちが昔話になる日を夢見て」ゲスト登壇
- 2018/4/8 星野概念×桃山商事「 “話を聴く男たち”が考える、傾聴と対話のレッスン」『ラブという薬』刊行記念トークイベント　下北沢本屋B&B
- 2018/3/25 コトバ大主催「編集者とライターの意外な仕事展」
- 2018/3/19 星野概念×桃山商事「 “話を聴く男たち”が考える、傾聴と対話のレッスン」『ラブという薬』刊行記念トークイベント　下北沢本屋B&B
- 2018/3/15 清田隆之×モンゴルナイフ×「揺れる」編集部「あなたの失恋、おしえてくださいーーみんなで選ぶ『失恋大賞』」『失恋手帖』刊行記念 下北沢本屋B&B
- 2017/10/9 宮崎智之×朝井麻由美×清田隆之 「あなたのモヤモヤをスッキリさせNight！」 『あの人は、なぜあなたをモヤモヤさせるのか』（幻冬舎plus＋）刊行記念
- 2017/10/8 「早稲女同盟×桃山商事－〈語る女〉と〈聴く男〉の共闘に向けて－」書店Readin'Writin'
- 2017/9/8 川崎貴子×桃山商事「働き女子に捧ぐ！恋愛お悩みサミット2017」『生き抜くための恋愛相談』刊行記念トークイベント　下北沢本屋B&B
- 2016/12/23 贅沢貧乏スペシャルトークライブ2016 ゲスト登壇
- 2016/12/9 田房永子×清田隆之　2016年下半期「ジェンダー事件簿」総まとめ！　ネイキッドロフト
- 2016/11/27 ＥＲＯＭＥＮ ＬＡＢＯ 番外公開放送 ～月野アニキが単独ＭＣやるよ！ Part 5～ ゲスト登壇
- 2016/8/2 田房永子×清田隆之×小川たまか「キレる自分に気付いたときにどうする？」『キレる私をやめたい～夫をグーで殴る妻をやめるまで～』（竹書房）刊行記念 下北沢本屋B&B
- 2015/12/19 汚ブス研究家・KENJI×桃山商事・清田 トークセッション ～「汚ブスの呪縛」に見る“男の心理”～ | 八重洲ブックセンター
- 2015/8/2 「二軍ラジオ」第100回記念イベント　〜元カレ元カノの荷物をどうするか問題〜 阿佐ヶ谷ロフトA
- 2015/6/21ＥＲＯＭＥＮ ＬＡＢＯ 番外公開放送～月野アニキが単独ＭＣやるよ！～　ゲスト登壇
- 2015/2/19 田房永子×清田隆之『男しか行けない場所に女が行ってきました』刊行記念イベント
- 2014/9/26~10/11 Creative Lounge MOV aiiima 3 (桃山商事の「ヒカリエ出張所」)
- 2014/9/14 “恋バナ収集ユニット”桃山商事presents「恋のクソメール大賞」Vol.1〜男たちの性欲メール、スクショでさらします〜）ネイキッドロフト
- 2014/4/12 失恋サミット2014「二軍男子が恋バナはじめました。」刊行記念 下北沢 本屋B&B
- 2014/3/22 SILK LABO present's　SILK EROMEN ×桃山商事 ～in asagaya LoftA～ 阿佐ヶ谷ロフトA

### 雑誌
- 週間エコノミスト 2020年7月24日号（著者に聞く：『さよなら、俺たち』）
- AERA 2018年11月26日号（現代の肖像）
- すばる 2018年5月号（ぼくとフェミニズム）
- NumberDo 2014年 Summer（コラム「新プロジェクト 恋バナランニング」）
- Oggi 2014年 8月号（特集「Oggi世代男子　ボクらの結婚観　2014」）
- VoCE 2014年 8月号（特集「28禁の恋愛力」）
- VOGUE JAPAN 2014年 7月号（「コミュ力特集」）
- non-no 2014年 7月号（「3度のメシより恋がしたい！」桃山商事さんにおもてなししてもらおう）
- 週刊朝日 2014年 4/25号（書評「話題の新刊」トミヤマユキコ）
- JUNON 2014年 4月号（「甘え下手女子図鑑」）
- 週刊女性 2014年 3/25号（「Hに関するソボクなギモン」)
- TV Bros. 2014年 1/18号（「ブロスの本棚」9冊目 ジェーン・スー著「私たちがプロポーズされないのには、101の理由があってだな」書評）
- 月刊宝島 2013年 11月号（連載企画「ビジネスの新潮流」）
- CLASSY 2013年 11月号（特集「恋愛をこじらせたら桃山商事に相談だ！」）
- SPRiNG 2013年 11月号（特集「年上彼氏の作り方」）
- 月刊新潟Komachi 2013年 10月号（早ミミキーワード調査隊「失恋ホスト」）
- Boat Magazine（ロンドンの旅雑誌） Issue05 Kyoto（日本のガラパゴス化する恋愛事情についての記事「Lovesick in Japan（Akane Odake著）」中にて「街コン」を紹介）
- TV Bros. 2013年 6/8号（特集「文化系のための婚活入門」）
- Numero TOKYO 2013年 6月号 NO.67（アラサー二軍男子集団！ 恋バナ収集ユニット「桃山商事」が密かなブーム？！）
- グランドジャンプ 2013年 NO.09（米光一成「オススメ！たこつぼ教養百科」第34回 失恋ホストというお仕事）
- 週刊SPA! 2013年 3/5-12号（だめんず・うぉ〜か〜 File.605「癒し系アマチュアホスト」）

### 新聞
- 北陸中日新聞 2014 3/14（"ポプレスより" 失恋ホスト参ります 傷心癒やす「桃山商事」）
- 日経MJ 2013 6/26号（失恋女性の愚痴 全力で聞きます〜会社じゃないけど「(恋)桃山商事」）